# Base secreta
Uma Base secreta é uma base militar ou civil onde se desenrolam actividades secretas.

## Bases secretas no mundo real

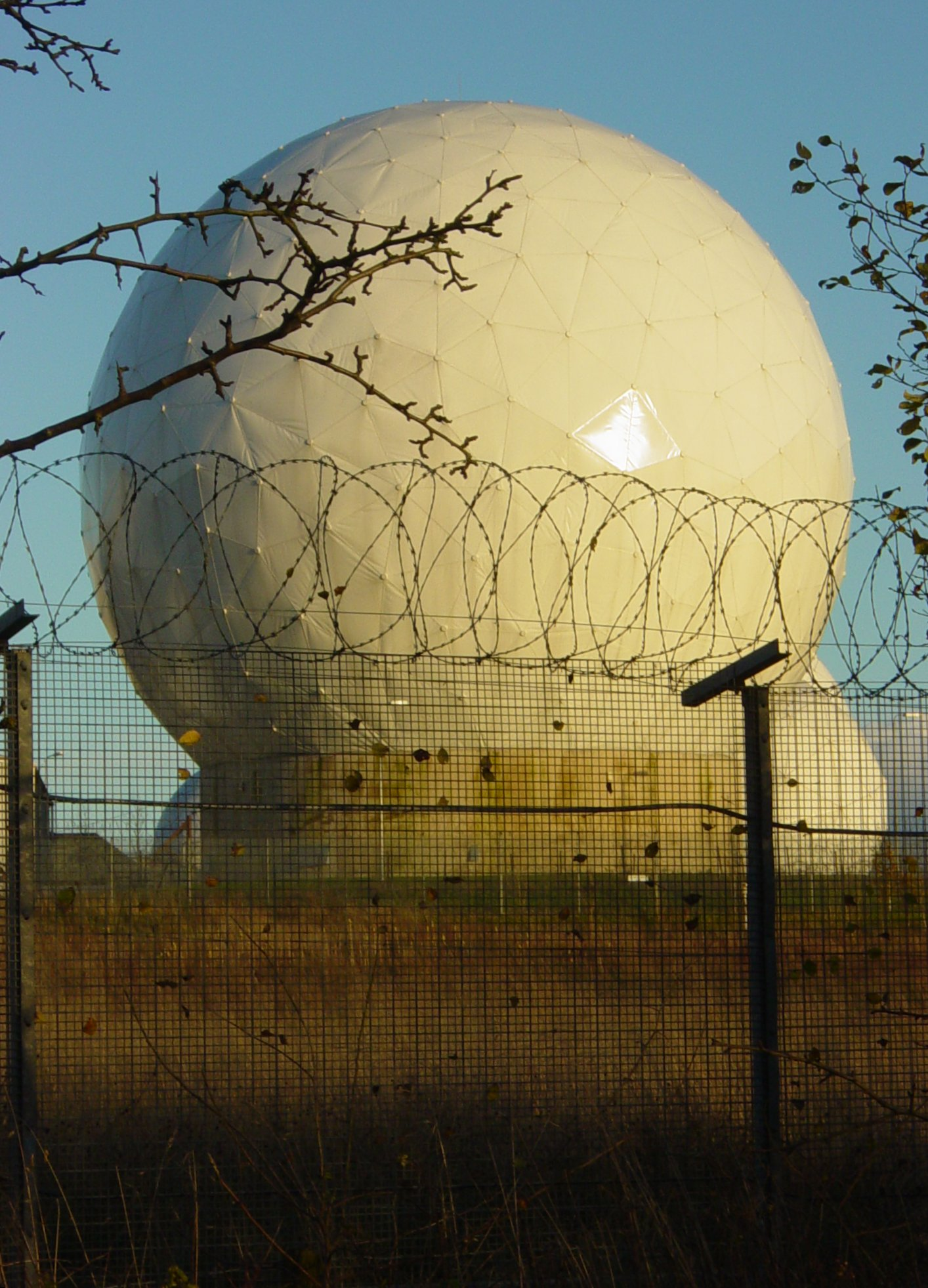
Uma Radome na RAF Menwith Hill, local com capacidade de ligação satélite, um dos possíveis locais do ECHELON.

Uma Base secreta, como indica o nome é secreta, portanto desconhecida do cidadão comum. No entanto, existem relatos de várias bases secretas que o deixaram de o ser ou foram expostas, como o caso da famosa Área 51.
Durante a Segunda Guerra Mundial, existiram muitas bases secretas de ambos os lados, como o caso das bases alemãs de Peenemünde e Harz, ficando muitas outras por encontrar ou no reino da especulação como as de Gran Chaco, na Patagónia e a possível existência de uma base na Antárctida. Do lado da URSS e dos EUA, existiram muitas bases secretas, a sua grande maior parte ainda por descobrir e muitas ainda hoje, em funcionamento.
Temos também muitas Bases Militares Secretas, para estudo de armamento químico, biológico ou apenas para escutas telefónicas, como o projecto ECHELON ou apenas para estudar os OVNI[ligação inativa] e muitas outras de origem civil que têm um grau maior de secretismo.

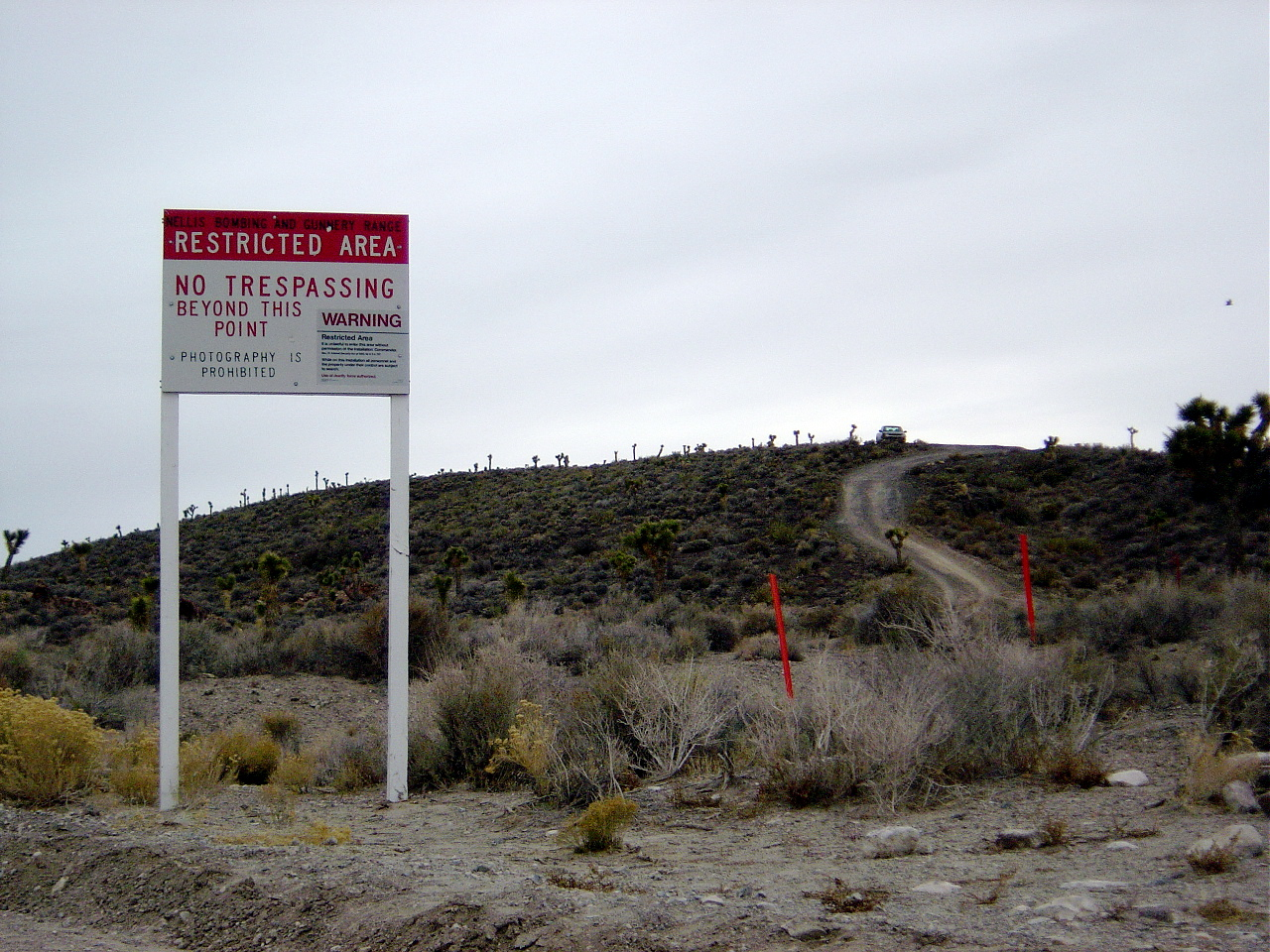
Sinal de proibição na Área 51

Obviamente que todas as super potencias bem como outros países, terão bases secretas, mas é claro que não se sabe da sua existência ou apenas se suspeita da sua existência.

## Bases secretas no mundo da fantasia
No mundo da fantasia, também existem imensas bases secretas, estas, obviamente, conhecidas do comum dos mortais, sendo as mais famosas a do Pai Natal, situada no Polo Norte ou na Lapônia, dependendo dos autores, a Fortaleza da Solidão do Super-Homem, situada algures no Ártico e claro a não menos famosa Batcaverna localizada em uma gruta por baixo da Mansão Wayne.